# ياكوفليف ياك-32
ياكوفليف ياك-32 (لقب تعريف الناتو: فرس النبي "Mantis") هي النسخة منفردة المقعد من الطائرة ياكوفليف ياك-32, وتعد أول طائرة رياضية نفاثة مزودة بمقعد قذفي. النسخة العسكرية منها صدرة باسم ياكوفليف ياك-104. لم تدخل هي أو ياك-30 طور الإنتاج.

## المواصفات
الخصائص العامة
- الطول:  ()
- باع الجناح:  ()
- الارتفاع:  ()

الأداء